# Plesiopelma arevaloae
Espèce
Plesiopelma arevaloae est une espèce d'araignées mygalomorphes de la famille des Theraphosidae.

## Distribution
Cette espèce est endémique de Uruguay. Elle se rencontre dans les départements de Lavalleja et de Maldonado.

## Description
Le mâle holotype mesure 16,1 mm et la femelle paratype 18,8 mm.

## Systématique et taxinomie
Cette espèce a été décrite par Arias et Pérez-Miles en 2024.

## Étymologie
Cette espèce est nommée en l'honneur de Julia Arévalo de Roche.

## Publication originale
- Arias, Hilario, Ferretti & Pérez-Miles, 2024 : « A new species of Plesiopelma from Uruguay (Araneae, Theraphosidae, Theraphosinae). » Boletim do Museu Paraense Emílio Goeldi Ciências Naturais, vol. 19, no 3, e2024-1001, p. 1-14.